# Telenovela (singolo)
Telenovela è un singolo del cantautore italiano Biagio Antonacci, pubblicato il 2 settembre 2022 come secondo estratto dal sedicesimo album in studio L'inizio.

## Tracce
Testi di Biagio Antonacci, Davide Simonetta, Paolo Antonacci e Stefano Tognini, musiche di Davide Simonetta e Stefano Tognini.
1. Telenovela – 3:07